# Iredalea
Iredalea là một chi ốc biển, là động vật thân mềm chân bụng sống ở biển trong họ Drilliidae.

## Các loài
Các loài thuộc chi Iredalea bao gồm:
- Iredalea inclinata (Sowerby III, 1893)[2]
- Iredalea macleayi (Brazier, 1876)[3]
- Iredalea subtropicalis Oliver, 1915[4]